# SK総合住宅サービス協会
一般財団法人SK総合住宅サービス協会（エスケーそうごうじゅうたく-きょうかい）は、かつて存在していた、住宅の確保を図ることで職業の安定が図られると認められる人へ住宅貸与を実施する法人。
以前は厚生労働省所管の財団法人雇用振興協会であったが、公益法人制度改革に伴い一般財団法人へ移行した。住宅物件がビレッジハウスに売却されたことに伴い、2020年に解散された。

## 沿革
- 1959年（昭和34年）12月25日に財団法人雇用振興協会を設立。
- 2012年（平成24年）4月 一般財団法人SK総合住宅サービス協会に名称変更
- 2020年（令和2年）3月31日 一般財団法人SK総合住宅サービス協会解散

## 事業
- 協会の設立目的を達成するため、次の事業を行っている。 
  - 1.雇用の促進に関する広報、研究及び調査に関する事業
  - 2.独立行政法人高齢・障害・求職者雇用支援機構の運営に係る雇用促進住宅について、機構から委託を受けて行う住宅等の運営管理
  - 3.雇用促進住宅の居住者の利便のため、機構から委託を受けて行う集会所の運営管理
  - 4.雇用促進住宅の居住者の利便のため提供する駐車場の運営業務